# Budia
Budia ist ein zentralspanischer Ort und eine Gemeinde (municipio) mit nur noch 216 Einwohnern (Stand: 2024) in der Provinz Guadalajara in der Autonomen Region Kastilien-La Mancha. Die Gemeinde gehört zur bevölkerungsarmen Serranía Celtibérica.

## Lage und Klima
Der ca. 815 m hoch gelegene Ort Budia liegt im Norden des südlichen Teils der Iberischen Hochebene (meseta). Die Provinzhauptstadt Guadalajara befindet sich knapp 50 km (Fahrtstrecke) westlich; die Stadt Madrid ist gut 100 km in südwestlicher Richtung entfernt. Das Klima im Winter ist gemäßigt, im Sommer dagegen warm bis heiß; die eher geringen Niederschlagsmengen (ca. 425 mm/Jahr) fallen – mit Ausnahme der nahezu regenlosen Sommermonate – verteilt übers ganze Jahr.

## Bevölkerungsentwicklung
| Jahr      | 1857  | 1900 | 1950 | 2000 | 2019 |
| Einwohner | 1.416 | 999  | 997  | 281  | 196  |

Infolge der Mechanisierung der Landwirtschaft, der Aufgabe bäuerlicher Kleinbetriebe und der daraus resultierenden Arbeitslosigkeit auf dem Lande ist die Einwohnerzahl der Gemeinde seit der Mitte des 20. Jahrhunderts deutlich zurückgegangen (Landflucht).

## Wirtschaft
Die wichtigste Rolle im Wirtschaftsleben der Gemeinde spielte die Landwirtschaft (Ackerbau, Viehzucht sowie Wein- und Olivenanbau), die in früheren Jahrhunderten hauptsächlich der Selbstversorgung diente. Aber auch Kleinhändler und Handwerker ließen sich seit dem ausgehenden Mittelalter im Ort nieder. Im ausgehenden Mittelalter war der Ort ein Zentrum der Lederverarbeitung.

## Geschichte
Die Ursprünge des Ortes liegen im Dunkeln; römische, westgotische und selbst maurische Spuren fehlen. Möglicherweise entstand der Ort erst in der Phase der Wiederbesiedlung (repoblación) nach der Rückeroberung (reconquista) Toledos und weiterer Gebiete südlich des Duero in den Jahren zwischen 1031 und 1085. Er gehörte zunächst zum Verwaltungsbezirk der Comunidad de villa y tierra de Atienza; im Jahr 1434 erhielt er die Stadtrechte (villa), gehörte aber wenige Jahre später zur ausgedehnten Grundherrschaft (señorio) des Hauses Mendoza.

## Sehenswürdigkeiten

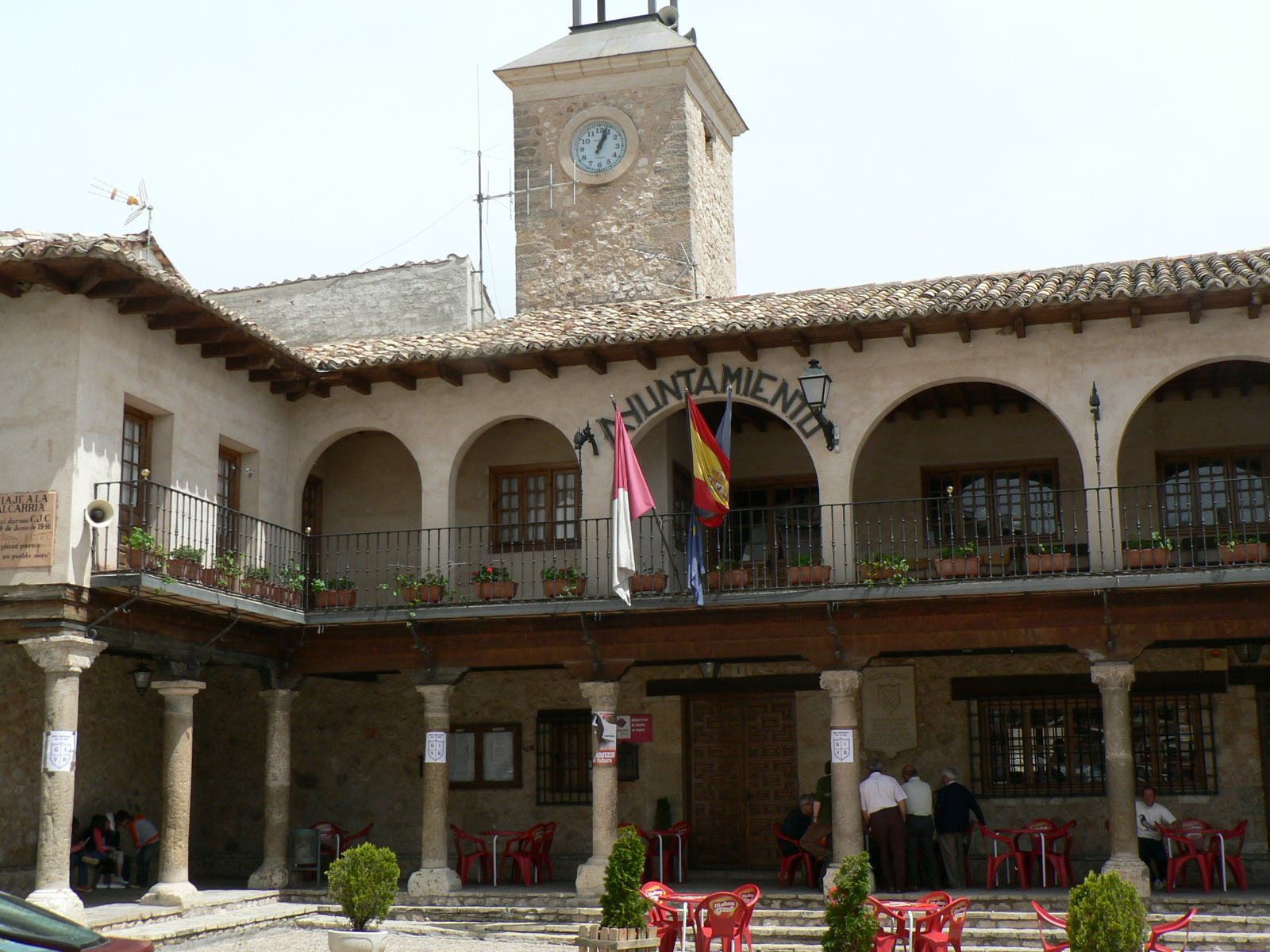
Budia – Rathaus (ayuntamiento)

- Zentrum des Ortes ist der von mehreren Stützenhäusern, darunter auch das Rathaus (ayuntamiento), gesäumte Hauptplatz (plaza mayor).
- Die dreischiffige Iglesia de San Pedro Apóstol entstand im 16. Jahrhundert an der Stelle eines zu klein gewordenen Vorgängerbaus. Die Kirche ist mit Ausnahme des Renaissance-Portals und von Teilen des Glockenturms (campanario) aus Bruchsteinen (mampostería) gemauert. Zu beiden Seiten des Altars befinden sich zwei farbig gefasste Halbfiguren eines Ecce homo und einer Mater Dolorosa von (oder aus dem Umkreis von) Pedro de Mena.[4]

Umgebung
- Auf einem quadratischen abgetreppten Sockel am Ortsrand steht eine Gerichtssäule (rollo oder picota) aus dem 16. Jahrhundert als Zeichen städtischer Eigenständigkeit.[5]
- In unmittelbarer Nachbarschaft befindet sich das alte Waschhaus (lavadero).
- Vom etwa 400 m südlich des Ortszentrums gelegenen und im ausgehenden 17. Jahrhundert erbauten Karmelitinnen-Konvent stehen nur noch die Fassade und die Außenmauern.[6]